# Sidi Abderrahmane (Tiaret)
Sidi Abderrahmane (em árabe: سيدي عبد الرحمان) é uma comuna localizada na província de Tiaret, Argélia. Sua população estimada em 2008 era de 8 350 habitantes.